# Sto pregando
"Sto pregando" (tradução portuguesa: "Estou rezando") foi a canção que representou a Suíça no Festival Eurovisão da Canção 1994 que teve lugar em Dublin, na Irlanda.
Foi interpretada em italiano por Duilio. Foi a nona canção a ser interpretada na noite do festival, a seguir à canção portuguesa "Chamar a Música", interpretada por Sara Tavares e antes da canção estoniana "Nagu merelaine", cantada por Silvi Vrait. terminou a competição um modesto 19.º lugar (entre 25 países participantes), tendo recebido um total de 15 pontos.
Devido a regras introduzidas em 1993, a Suíça foi eliminada do Festival Eurovisão da Canção 1995, tendo regressado em 1996, com Kathy Leander que interpretou a canção "Mon cœur l'aime".

## Autores
A canção tinha letra e música de Giuseppe Scaramello e foi orquestrada por Valeriano Chiaravalle.

## Letra
Duilio canta que está rezando por diversos acontecimentos sejam possíveis, como por exemplo rezando por aqueles que estão esperando por amor e não sabem onde encontrar.

## Versões
Duilio lançou outras versões como uma com a duração de 4:10 min.